# Incubadora de empresas
Uma incubadora de empresas, ou apenas incubadora, é um projeto ou uma empresa que tem como objetivo a criação ou o desenvolvimento de pequenas empresas ou microempresas, apoiando-as nas primeiras etapas de suas vidas.
As incubadoras universitárias de empresas têm como objetivo abrigar empresas inovadoras frutos de projetos de pesquisa e desenvolvimento científico e tecnológico. Nelas a universidade busca fornecer um ambiente propício ao desenvolvimento da empresa, dando assessoria empresarial, contabilística, financeira e jurídica, além de dividir entre as várias empresas lá instaladas os custos de recepção telefonista, acesso a internet etc. formando um ambiente em que essas empresas selecionadas têm maior potencial de crescimento.

## O processo de incubação
As incubadoras normalmente oferecem um conjunto de serviços básicos aos incubados:
- Ajuda com a modelagem básica do negócio
- Atividades de networking
- Assistência de marketing
- Acesso a internet
- Ajuda com contabilidade / gestão financeira
- Acesso a empréstimo bancários, fundos de empréstimo e programas de garantia
- Ajuda com técnicas de apresentação
- Acesso a recursos de ensino superior
- Acesso a parceiros estratégicos
- Acesso aos investidores anjo ou capital de risco
- Treinamento de negócios
- Conselhos consultivos e mentoria
- Ajuda na identificação do time
- Ajuda na etiqueta empresarial
- Assistência na comercialização de tecnologia
- Ajuda no cumprimento das normas
- Gestão da propriedade intelectual

Diferentemente de muitos programas de assistência de negócios, incubadoras de empresas não servem para todo tipo de empresa. Empreendedores que desejam entrar em programas de incubação devem aplicar para admissão. Os critérios de aceitação variam de programa para programa, mas geralmente apenas aqueles com ideias e planos de negócios viáveis são admitidos. Este é um dos fatores responsáveis pela dificuldade de comparar as taxas de sucesso de empresas incubadas em relação às estatísticas de sobrevida geral de negócios.
Embora a maioria das incubadoras ofereçam a seus clientes espaços para escritório e serviços administrativos compartilhados, o coração de um verdadeiro programa de incubação de negócios são os serviços prestados a empresas nascentes.
Mais da metade dos programas de incubação pesquisadas pela National Business Incubation Association em 2006, relataram que também serviram afiliados ou clientes virtuais. As companhias com esse tipo de relação não residem as dependências da incubadora. Clientes afiliados podem ser empresas em estágio inicial, muitas vezes sediada em casa, ou que têm suas próprias instalações mas utilizam de outros benefícios das incubadoras. Clientes virtuais por sua vez, podem se situar muito distante das instalações da incubadora para participar fisicamente, portanto utilizam ferramentas eletrônicas para receber conselhos e outras assistências remotamente.
O tempo que uma empresa passa no programa de incubação pode variar bastante dependendo de alguns fatores, isso inclui o tipo do negócio e o nível de expertise do empreendedor. Empresas que necessitam de longos ciclos de pesquisa e desenvolvimento, requerem mais tempo de incubação a empresas de prestadoras de serviço ou de fabricação, que imediatamente podem produzir e colocar produtos ou serviços no mercado. Na média, os programas de incubação duram cerca de 33 meses. Muitos programas, no entanto, delimitam o tempo de incubação baseados no desenvolvimento da empresa, o que pode ser identificado através do faturamento ou do nível de evolução dos empreendedores.
Os programas de incubação abrangem uma grande variedade de setores de negócios. Mais da metade dos negócios incubados são normalmente projetos multi-área; isso é, voltados para clientes de diferentes industrias. As incubadoras diretamente ligadas com tecnologia, no entanto, respondem por boa parte dos programas: 39%. Outros dados interessantes: cerca de um terço dos programas de incubação são patrocinados por organizações de desenvolvimento econômico. Entidades governamentais respondem por 21%  do patrocínio dos programas. Outros 20% são patrocinados por instituições acadêmicas, universidades e escolas técnicas.
Os programas e empresas envolvidas, apesar dos incentivos, sofrem dificuldades. Pesquisas recentes envolvendo 29 aceleradoras Norte Americanas (ligadas ao Kauffman Fellows Program), apontaram que 45% delas não produziram nem um único negócio que foi capaz de captar fundos de investimento.

## Tipos e objetivos das incubadoras
Mais da metade de todos os programas de incubação são compostos por projetos que atuam em vários segmentos. Ou seja, os incubados são de diferentes ramos da indústria. As incubadoras de tecnologia, no entanto, são responsáveis por boa parte dos programas: 39%.
A incubação de empresas tem um papel importante no ecossistema socioeconômico de uma região. Isso se traduz em benefícios que podem incluir:
- Criação de empregos e riqueza
- Fomento à comunidade empreendedora
- Comercialização de tecnologia
- Diversificação da economia local
- Construção ou aceleração do crescimento de indústrias locais
- Criação e retenção de negócios
- Revitalização da comunidade

Em muitos países, programas de incubação são financiados pelo governo como parte de uma estratégia de desenvolvimento econômico. No país berço desse conceito - nos Estados Unidos -, a maior parte dos programas são, no entanto, independentes. Até orgãos governamentais, como o  US Economic Development Administration, que financia programas de incubação, só o faz até a abertura e início da operação, que dai em diante adquire autonomia.

## História
O conceito formal de incubação de empresas começou nos EUA em 1959, quando Joseph Mancuso abriu a Batavia Industrial Center em um armazém situado na cidade de Batavia, Nova Iorque. O processo de incubação se expandiu na década de 1980 nos EUA e logo se espalhou pelo Reino Unido e Europa em vários formatos diferentes: centros de inovação, polos de pesquisa, parques tecnológicos etc.
A National Business Incubation Association estima que há cerca de 7.000 incubadoras no mundo todo. Para se ter uma noção da expansão das incubadoras, de 1980 para 2006 o número de incubadoras na América do Norte subiu de 12 para 1,400; no Reino Unido, essa variação foi de 25 em 1997 para 270 até 2005; na Europa Ocidental em 2002, um estudo identificou cerca de 900 ambientes de incubação.
A atividade de incubação não tem se limitado a países desenvolvidos. Esses ambientes vêm sendo implementados cada vez mais em países em desenvolvimento, aumentando interesse por suporte financeiro de grandes organizações globais como UNIDO e Banco Mundial.
Desde 2011, as incubadoras vem tomando novas formas. Novos experimentos como Incubadoras Virtuais de Empresas estão levando recursos de grandes centros de atividades como o Vale do Silício para lugares remotos ao redor do mundo.

## Brasil
No Brasil, as primeiras incubadoras surgiram a partir da década de 80, quando por iniciativa do então presidente do CNPq, Professor Lynaldo Cavalcanti, cinco fundações tecnológicas foram criadas: em Campina Grande (PB), Manaus (AM), São Carlos (SP), Porto Alegre (RS) e Florianópolis (SC).
Após implantação da ParqTec - Fundação Parque de Alta Tecnologia de São Carlos, em dezembro de 1984 começou a funcionar a primeira incubadora de empresas no Brasil, a mais antiga da América Latina, com quatro empresas instaladas, sendo que nessa década quatro incubadoras foram constituídas no país, nas cidades de São Carlos (SP), Campina Grande (PB), Florianópolis (SC) e Rio de Janeiro.
Apesar da inauguração das primeiras incubadoras brasileiras, elas somente se consolidaram, como meio de incentivo para atividades e produção tecnológica, a partir da realização do Seminário Internacional de Parques tecnológicos, em 1987, no Rio de Janeiro. Nesse mesmo ano, surgia Associação Nacional de Entidades Promotoras de Empreendimentos de Tecnologias Avançadas (ANPROTEC), que passou a representar não só as incubadoras de empresas, mas todo e qualquer empreendimento que utilizasse o processo de incubação para gerar inovação no Brasil.
De acordo com pesquisa datada de 2007, existem no Brasil cerca de 400 incubadoras de empresas e 50 projetos de parques tecnológicos (10 em operação).